# Комаров, Иван Ефимович
Иван Ефимович Комаров (20 декабря 1919, Таганрог, Советская Россия — 28 апреля 1978, СССР) — советский футболист, нападающий ленинградского «Зенита».
В 1946-м на всесоюзном сборе зенитовских команд на него, а также ещё нескольких игроков, в том числе Фридриха Марютина, обратили внимание представители «флагманской» команды, и Комаров из таганрогского «Зенита» переехал в ленинградский. Следующие 7 сезонов, вплоть до окончания карьеры, он провел в «Зените». Мощный нападающий, обладал сильным ударом с обеих ног, хорошо играл головой. Забивал Комаров много и часто. Трижды становился лучшим бомбардиром команды в сезоне! В 1946—1952 годах провёл в чемпионате 169 игр, забил 50 мячей, в Кубке СССР — 17 игр, 7 мячей. Закончил карьеру из-за травмы.